# Lens
Lens je francouzské město ležící na severovýchodě země, asi 180 km vzdušnou čarou od Paříže. Ve městě se nachází významný těžební, ocelářský a koksárenský průmysl. Město je též známé místním fotbalovým klubem RC Lens, za který v minulosti nastupovali například čeští hráči Vladimír Šmicer či Radek Bejbl.